# Kvarnby folkhögskola

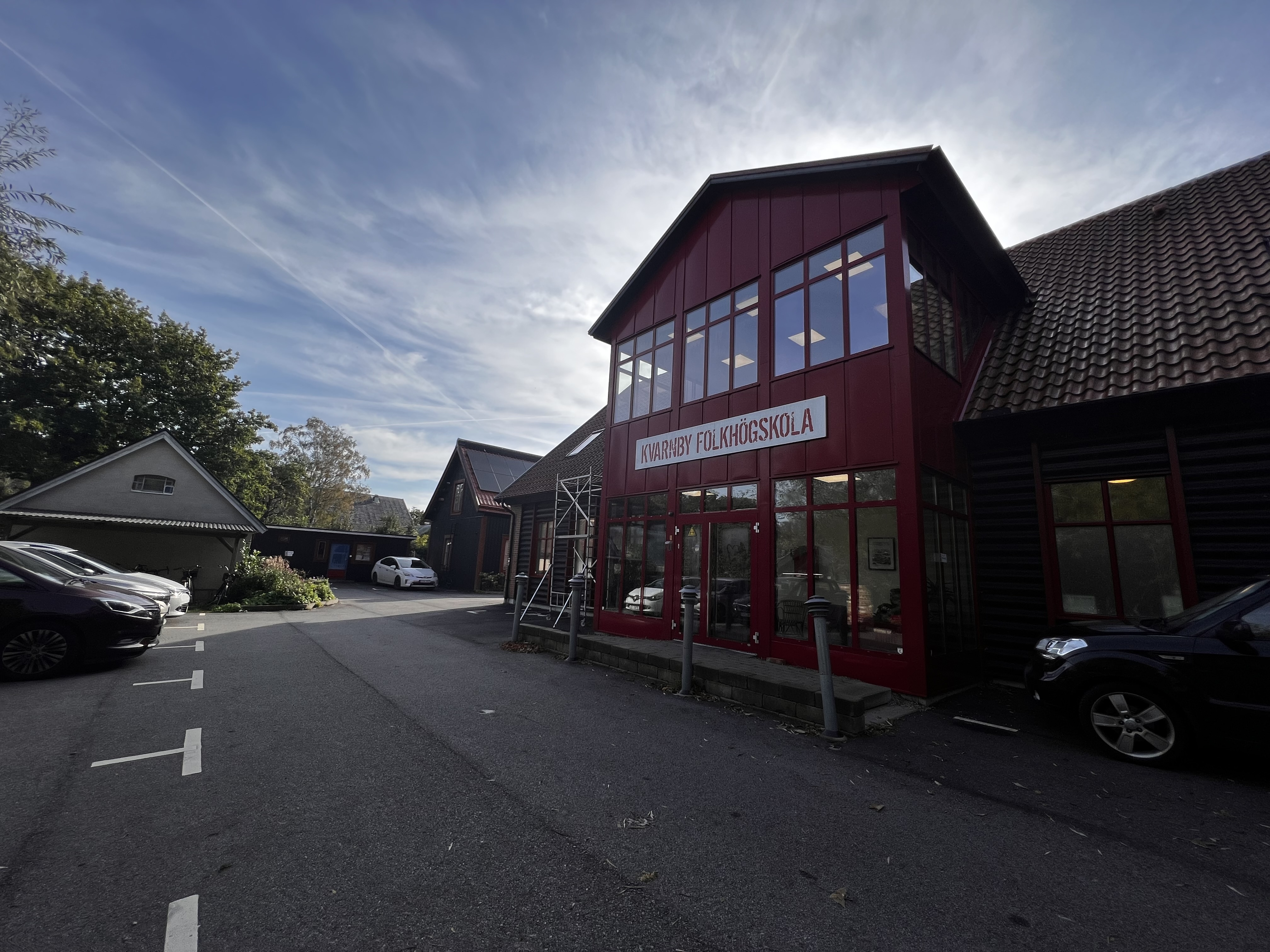
Kvarnby folkhögskolas huvudlokaler i Husie.

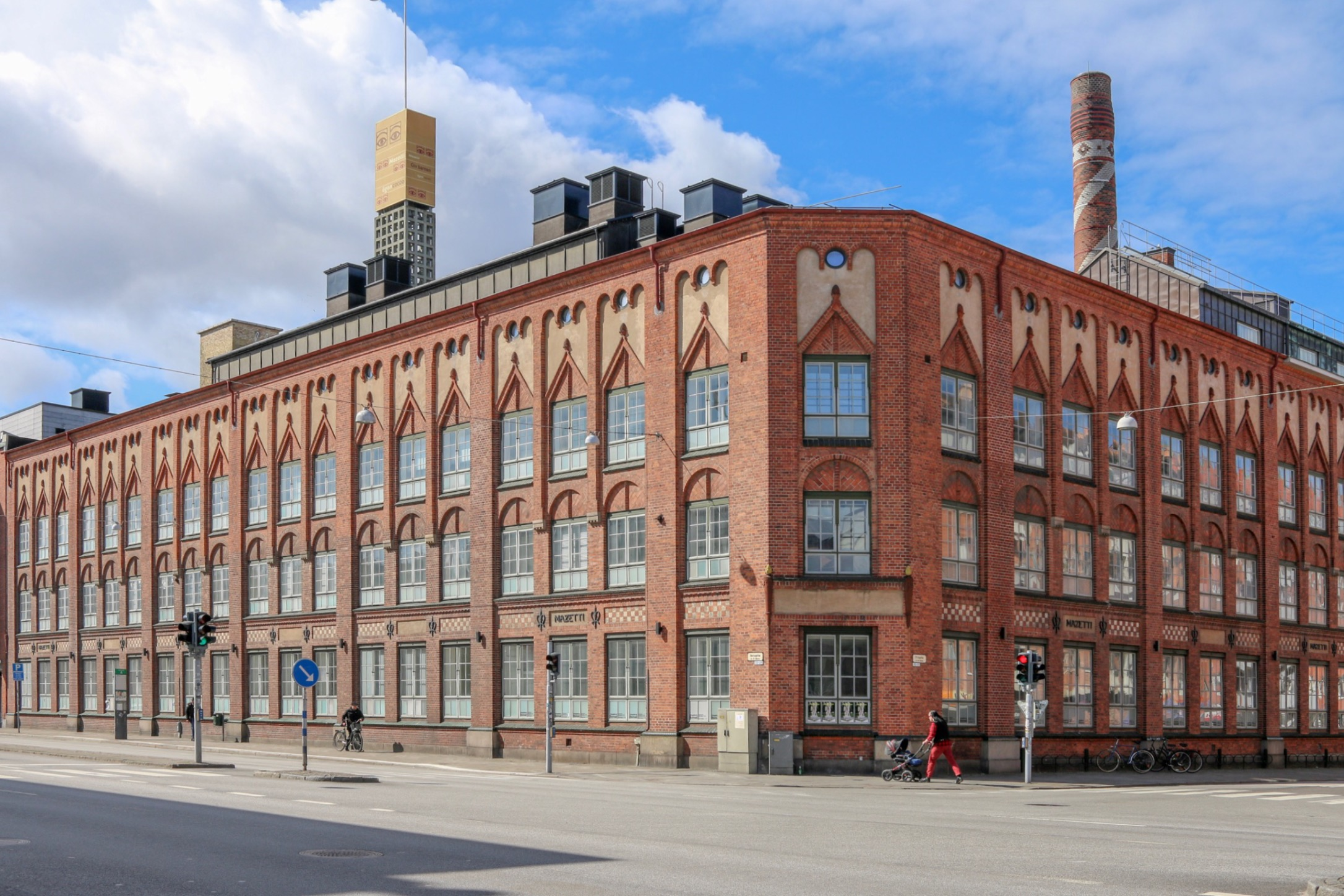
"Mazettihuset", där bland annat Seriecenter och Kvarnby folkhögskolas utbildning i tecknade serier är inrymda.

Kvarnby folkhögskola är en folkhögskola i Malmö. Skolan bedriver verksamhet på tre platser, alla belägna i Malmö. Skolan ligger i Kvarnby by, i stadsdelen Husie. Skolan finns också på Scheelegatan i Malmö, där bland annat Svenskundervisning för invandrare (SFI) bedrivs. Serieskolan huserar i Mazettihuset på Bergsgatan.

## Inriktning
Skolan har allmän kurs som läses i huvudsak för att ge allmän behörighet för högskolestudier. Skolans allmänna kurs ligger i Kvarnby by och till viss del på Scheelegatan. På Scheelegatan bedrivs kurser i SFI. 
Skolan har också serietecknarkurser, skrivarkurser, politiska kurser, bland annat i samarbete med Ung Vänster, och distanskurser. Skolans värdegrund hämtas från arbetarrörelsen, kvinnorörelsen, miljö- och solidaritetsrörelserna.[källa behövs]
Folkhögskolan är stödorganisation till Ship to Gaza.

## Serieskolan i Malmö
Serieskolan i Malmö är en fristående konstnärlig utbildning med inriktning på tecknade serier. Den initierades 1999 av kursutvecklingsgruppen på Kvarnby Folkhögskola, som konsulterade seriejournalisten  Fredrik Strömberg och därefter serietecknarna Gunnar Krantz och Lars Magnar Enoksen. Krantz ansvarade för marknadsföring  och Enoksen anställdes som kursens första lärare. Tony Cronstam, togs därefter in som teckningslärare. I början av år 2000 övertogs kursansvaret av Strömberg och nu anställdes även Krantz. Andra som undervisat är bland annat serietecknarna Mia Widén, Stina Hjelm, Sara Hansson, Josefin Svenske och Natalia Batista. Utbildningen är tvåårig, med möjlighet till ett tredje s. k.  "kreativt friår". 
Tidigare deltagare: Natalia Batista, Daria Bogdanska, Moa Romanova, Ester Eriksson, Agnes Jacobsson, Lisa Ewald, Lina Neidestam, Kim W. Andersson, Sofia Olsson, Niklas Asker, Malin Biller, Eva Björkstrand, Adam Blomgren, Åsa Ekström, Sara Granér, Sara Hansson, Josefin Svenske, Loka Kanarp, Coco Moodysson, Liv Strömquist, Daniel Ahlgren, Frida Ulvegren, Rasmus Gran, Fabian Göranson, Mats Källblad och Knut Larsson.

## Händelser
Delar av Kvarnby folkhögskola brann ner den 4 oktober 2013.